# Секијано (Пезаро и Урбино)
Секијано је насеље у Италији у округу Пезаро и Урбино, региону Марке.
Према процени из 2011. у насељу је живело 216 становника. Насеље се налази на надморској висини од 320 м.